# 慶答應
慶答應（亦作瓊答應)，出身不詳，清朝康熙帝之答應。

## 生平
目前並不清楚她是在何時被康熙帝收為後宮主位。雍正十三年，寧壽宮內被稱為答應的有「令答應、智答應、所內答應四十一人」，而另一份與之對應的宮廷檔案則僅寫出寧壽宮內有「大答應二人」，並未提及慶答應或任何所內答應，原因不詳。乾隆五年，寧壽宮之瓊答應（滿文寫為「ning šeo gung ni kiong da ing」）去世，五月初七日初上墳，五月十一日大上墳。有學者從奉安時間和發音訛化來看，認為瓊答應即為慶答應。乾隆六年三月二十四日巳時，奉安景陵妃園寢。